# Ron Clarke
Ronald William (Ron) Clarke (Melbourne, 21 februari 1937 – Gold Coast, 17 juni 2015) was een Australische langeafstandsloper. Hij behoorde in de jaren zestig tot de beste langeafstandslopers ter wereld. Hij werd meervoudig Australisch kampioen en is het meest bekend om zijn zeventien gelopen wereldrecords op verschillende lange afstanden. Hij nam tweemaal deel aan de Olympische Spelen, kwam daarbij in totaal tweemaal uit op de 5000 m, tweemaal op de 10.000 m en eenmaal op de marathon en hield daar één olympische medaille aan over.

## Biografie

### Jeugd
Reeds op de lagere school bleek de bijzondere aanleg van Clarke voor het hardlopen. Spelenderwijs won hij alles wat er te winnen viel, van de 100 m tot en met de veldloop en alles er tussenin. Hij ging dus op atletiek en boekte reeds als junior vele successen, te beginnen met het vestigen van schoolrecords en daarna via staatsrecords tot nationale jeugdrecords aan toe. En dit alles zonder dat hij een specifiek trainingsprogramma volgde.
Vanaf zijn achttiende begon Clarke serieus te trainen, niet zozeer omdat hij zich specifieke doelen was gaan stellen, zoals bijvoorbeeld deelname aan de Olympische Spelen, maar meer uit nieuwsgierigheid hoever hij zich kon ontwikkelen en hoe snel hij uiteindelijk zou kunnen worden. Aanvankelijk trainde hij alleen, soms deed zijn oudere broer Jack met hem mee, die een bekende Australian footballspeler was, op andere dagen sloten enkele senioratleten zich bij hem aan die hem wilden stimuleren. Ten slotte bracht een van hen, steepleloper Neil Robbins, hem in contact met Franz Stampfl, die vervolgens als trainer het jonge talent enkele jaren onder zijn hoede nam.

### Drager olympische vlam in 1956
Inmiddels had Clarke, die aan de Melbourne High School studeerde, al zoveel nationale bekendheid gekregen, onder meer omdat hij eerder in 1956 het wereldrecord voor junioren op de mijl op 4.06,8 had gezet, dat hij aan het eind van dat jaar, als negentienjarig talent, werd gekozen om de olympische vlam het stadion in te dragen tijdens de openingsceremonie van de Olympische Spelen, die dat jaar van Melbourne plaatsvonden.
Na 1956 werd het tot begin jaren zestig stil rond Clarke. De overgang van junior naar senior zal daarbij een rol hebben gespeeld. Daarnaast heeft de Australiër altijd het standpunt aangehangen, dat het hardlopen nooit zijn familieleven of zijn maatschappelijke carrière in de weg mocht staan.

### Olympisch brons in 1964
In 1962 liet Clarke echter weer van zich horen met een zilveren medaille op de 3 mijl tijdens de Gemenebestspelen in Perth. En toen hij vervolgens in 1963 allereerst een eerste nationale titel bij het veldlopen veroverde en daarna aan het eind van het jaar twee wereldrecords in één race (op de 6 mijl en de 10.000 m) vestigde, stond hij weer volop in de belangstelling. Hij verdiende er zijn uitzending mee naar de Olympische Spelen van 1964 in Tokio, waar hij uitkwam op de 5000 en 10.000 m. Eindigde hij op de eerste afstand nog als negende, op de 10.000 m had hij meer succes en veroverde hij een bronzen medaille. Met een tijd van 28.25,8 eindigde hij achter de Amerikaan Billy Mills (goud) en de Tunesiër Mohammed Gammoudi (zilver).
Op de Gemenebestspelen won hij overigens in totaal viermaal een zilveren medaille. Zijn probleem lag met name in het feit, dat hij gedurende een wedstrijd weliswaar een geweldig hoog tempo kon aanhouden, maar dat hij hierdoor geen kracht meer over had om er aan het eind nog een eindsprint uit te persen.

### Topjaar
In het jaar 1965 bevond Clarke zich ongetwijfeld op het hoogtepunt van zijn atletiekcarrière. Hij leverde dat jaar in totaal dertien prestaties van wereldrecordformaat af, waarvan acht halverwege dat jaar, binnen een periode van anderhalve maand. Het was echter niet eens zozeer het aantal records waarmee hij zijn bewonderaars in vervoering bracht, maar vooral de grenzen die hij hierbij verlegde. Zo bracht hij bijvoorbeeld op 10 juli van dat jaar in Londen zijn eigen record op de 3 mijl in één klap terug van 13.00,4 naar 12.52,4, om vervolgens vier dagen later in het Oslose Bislettstadion zijn officieel erkende record op de 10.000 m van 28.15,6 met maar liefst 36 seconden te verbeteren tot 27.39,4. Niet alleen het massaal aanwezige Noorse publiek was zich ervan bewust aanwezig te zijn geweest bij een gebeurtenis van historisch belang, ook topatleten waren totaal overrompeld door de prestaties van Clarke. Herb Elliott, zelf toch olympisch kampioen op de 1500 m, verwoordde het als volgt: "Voor zover ik het kan begrijpen markeert de fantastische prestatie van Ron Clarke het begin van een geheel nieuw hoofdstuk in de geschiedenis van het langeafstandslopen. Vanaf nu zullen mensen totaal anders moeten gaan denken, als men zich tracht voor te stellen wat er in de toekomst mogelijk is. Het moet een geweldige ervaring zijn geweest om erbij te zijn."

### Deceptie in Mexico
De jaren die volgden vormden de aanloop naar de Olympische Spelen van 1968 in Mexico. Clarke verzamelde wat nationale titels, liep enkele PR-prestaties op de wat kortere afstanden en in 1967 een wereldrecord van 8.19,8 op de 2 mijl in het Zweedse Västerås. In 1968, enkele maanden voor de Spelen, verbeterde hij dat in Londen nog weer naar 8.19,6. Hij leek er klaar voor om zijn concurrenten, ondanks zijn gemis van een goede eindsprint, in Mexico op afstand te kunnen lopen. Door de ijlere lucht waarin deze Spelen plaatsvonden, waren de op grote hoogte levende atleten uit Ethiopië, Kenia, Tunesië en Mexico echter enorm in het voordeel. Ondanks een voorafgaand verblijf in het Franse trainingskamp Font Romeu om te acclimatiseren aan het sporten op hoogte, bleek de Australiër in Mexico totaal niet opgewassen tegen de tijdelijke zuurstofschuld waar hij aan het eind van de 10.000 m mee te maken kreeg. In 29.44,8, meer dan twee minuten boven zijn eigen wereldrecord, eindigde hij op dit onderdeel roemloos als zesde en raakte hij na de finish in een collaps. Ondanks de toediening van zuurstof duurde het meer dan tien minuten, voordat Clarke weer op de been kon worden geholpen. Dagen later was het op de 5000 m niet veel beter, ook al bleek Clarke weinig hinder van zijn eerdere problemen meer te ondervinden. Ditmaal was het echter vooral het gebrek aan een eindschot dat hem de das omdeed. Toch waren het ook hier de atleten uit de hooggelegen landen die opnieuw de dienst uitmaakten. Clarke eindigde als vijfde.

### Laatste prestaties
Daarna was het beste er wel vanaf. Clarke ging nog een paar jaar door. In eigen land veroverde hij nog enkele nationale titels op de 5000 en 10.000 m, in 1970 gevolgd door zijn vierde en laatste zilveren medaille op de 10.000 m op de Gemenebestspelen in Edinburgh. Op 8 mei liep hij in Oslo zijn laatste 10.000 m.   

### Burgemeester
Clarke werd in 2004 burgemeester van de gemeente Gold Coast in Queensland, Australië, een plaats die hij zelf pas in 1957 had leren kennen, toen zijn vrouw en hij daar op vakantie waren. Sindsdien kwamen zij er elk jaar weer. Hij bleef er burgemeester tot in 2012, toen hij zich als onafhankelijk kandidaat verkiesbaar stelde voor het parlement van Queensland. Een actie die overigens mislukte.

## Titels
- Australisch kampioen 3 Eng. mijl - 1965
- Australisch kampioen 5000 m - 1966, 1967, 1968, 1969
- Australisch kampioen 10.000 m - 1966, 1969, 1970
- Australisch kampioen veldlopen - 1963

## Persoonlijke records
| Onderdeel   | Prestatie        | Datum            | Plaats    |
| ----------- | ---------------- | ---------------- | --------- |
| 800 m       | 1.53,8           | 1956             |           |
| 1500 m      | 3.45,8           | 1967             |           |
| 1 Eng. mijl | 4.00,2           | 1968             |           |
| 2000 m      | 5.08,7           | 18 maart 1966    | Melbourne |
| 3000 m      | 7.48,4           | 10 augustus 1968 | Aarhus    |
| 2 Eng. mijl | 8.19,6           | 24 augustus 1968 | Londen    |
| 5000 m      | 13.16,6 (ex-WR)  | 5 juli 1966      | Stockholm |
| 10.000 m    | 27.39,89 (ex-WR) | 14 juli 1965     | Oslo      |
| 20.000 m    | 59.22,8 (ex-WR)  | 27 oktober 1965  | Geelong   |
| uurloop     | 20231 m (ex-WR)  | 27 oktober 1965  | Geelong   |
| 30.000 m    | 1:34.35,0        | 25 april 1966    | Melbourne |
| marathon    | 2:20.27          | 21 oktober 1964  | Tokio     |

## Wereldrecords
| Onderdeel    | Prestatie | Datum            | Plaats      | Bijzonderheid                         |
| ------------ | --------- | ---------------- | ----------- | ------------------------------------- |
| 2 Eng. mijl  | 8.19,8    | 27 juli 1967     | Västerås    |                                       |
|              | 8.19,6    | 24 augustus 1968 | Londen      |                                       |
| 3 Eng. mijl  | 13.07,6   | 3 december 1964  | Melbourne   |                                       |
|              | 13.00,4   | 4 juni 1965      | Los Angeles | Geklokt tijdens vestiging WR 5000 m   |
|              | 12.52,4   | 10 juli 1965     | Londen      |                                       |
|              | 12.50,4   | 5 juli 1965      | Stockholm   | Geklokt tijdens vestiging WR 5000 m   |
| 5000 m       | 13.34,8   | 16 januari 1965  | Hobart      |                                       |
|              | 13.33,6   | 1 februari 1965  | Auckland    |                                       |
|              | 13.25,8   | 4 juni 1965      | Los Angeles |                                       |
|              | 13.16,6   | 5 juli 1965      | Stockholm   |                                       |
| 6 Eng. mijl  | 27.17,8   | 18 december 1963 | Melbourne   | Geklokt tijdens vestiging WR 10.000 m |
|              | 26.47,0   | 14 juli 1965     | Oslo        |                                       |
| 10.000 m     | 28.15,6   | 18 december 1963 | Melbourne   |                                       |
|              | 28.14,0   | 16 juni 1965     | Turku       | [ 4 ]                                 |
|              | 27.39,4   | 14 juli 1965     | Oslo        |                                       |
| 10 Eng. mijl | 47.12,8   | 4 maart 1965     | Melbourne   |                                       |
| 20.000 m     | 59.22,8   | 27 oktober 1965  | Geelong     | Geklokt tijdens vestiging WR 1 uur    |
| 1 uur        | 20.232 m  | 27 oktober 1965  | Geelong     |                                       |

## Palmares

### 3 Eng. mijl
- 1962:  Gemenebestspelen - 13.35,92
- 1965:  Australische kamp. - 13.25,4
- 1966:  Gemenebestspelen - 12.59,2

### 5000 m
- 1964: 9e OS - 13.58,0
- 1966:  Australische kamp. - 13.49,2
- 1967:  Australische kamp. - 13.51,2
- 1968:  Australische kamp. - 13.49,4
- 1968: 5e OS - 14.12,4
- 1969:  Australische kamp. - 13.44,8

### 6 Eng. mijl
- 1962: DNF Gemenebestspelen
- 1966:  Gemenebestspelen - 27.39,42

### 10.000 m
- 1964:  OS - 28.25,8
- 1966:  Australische kamp. - 28.56,4
- 1968: 6e OS - 28.44,8
- 1969:  Australische kamp. - 28.43,6
- 1970:  Australische kamp. - 29.26,0
- 1970:  Gemenebestspelen - 28.13,45

### marathon
- 1964: 9e OS - 2:20.26,8

### veldlopen
- 1963:  Australische kamp. - 32.40

- Gemeinsame Normdatei: 172515874
- World Athletics: 14351863
- International Standard Name Identifier: 0000 0000 8232 6469
- Library of Congress Control Number: n50038532
- Nationale bibliotheek van Australië: 35991176
- Trove: 595165
- Virtual International Authority File: 52931066
- WorldCat: E39PBJppG7WMbdxqBfkFYCq84q